# 포트 터미널역
포트 터미널 역(일본어: ポートターミナル駅, ポートターミナルえき 포트터미널에키[*])은 일본 효고현 고베시 주오구에 있는 고베 신교통 포트 아일랜드 선 (포트 라이너)의 역이다. 역 번호는 P03이다.

## 역사
- 1981년 2월 5일: 포트 아일랜드 선 개통과 동시에 영업 개시.
- 1995년
  - 1월 17일: 한신・아와지 대지진에 의한 영업 완전 중단.
  - 7월 31일: 산노미야 ~ 나카코엔 역간 복구에 따라 영업 재개(전 구간 복구).
- 2004년 11월 20일: 21일 고베 공항 방면으로의 연장 공사에 따라 궤도 전환 공사로 영업 전선 종일 정지.
- 2005년 9월 10일:·11일 고베 공항 방면으로의 연장 공사에 따라 궤도 전환 공사로 영업 전선 종일 정지.
- 2006년 2월 2일: 쾌속 운전이 개시되어 쾌속 통과역이 됨.
- 2016년 3월 18일: 역 구내에 엘리베이터와 다목적 화장실이 설치됨.

## 역 구조
섬식 승강장 1면 2선의 고가역이다. 역 남쪽의 포트 피어 대교와 접속부에서 56퍼밀의 경사가 있다. 분기기, 절대 신호가 없어 정류장으로 분류된다.
역사는 2층이 대합실, 3층이 승강장이다. 개찰 내에는 엘리베이터, 에스컬레이터, 다목적 화장실 등이 있다. 개찰구를 나오면, 고베 포토 터미널 및 고베 대교와 직결된다.

### 승강장
| 1 | 고베 공항 방면・기타후토 방면 |
| 2 | 산노미야 방면                 |

## 역 주변
- 고베 포트 터미널(주로 국제 항로가 발착)
  - 포트 터미널 홀
  - 페리 터미널
- 고베 대교
- 고베 세관
- 고베 산노미야 페리 터미널
- 포토 아일랜드키타 공원
  - 미나토 이인관

## 사진

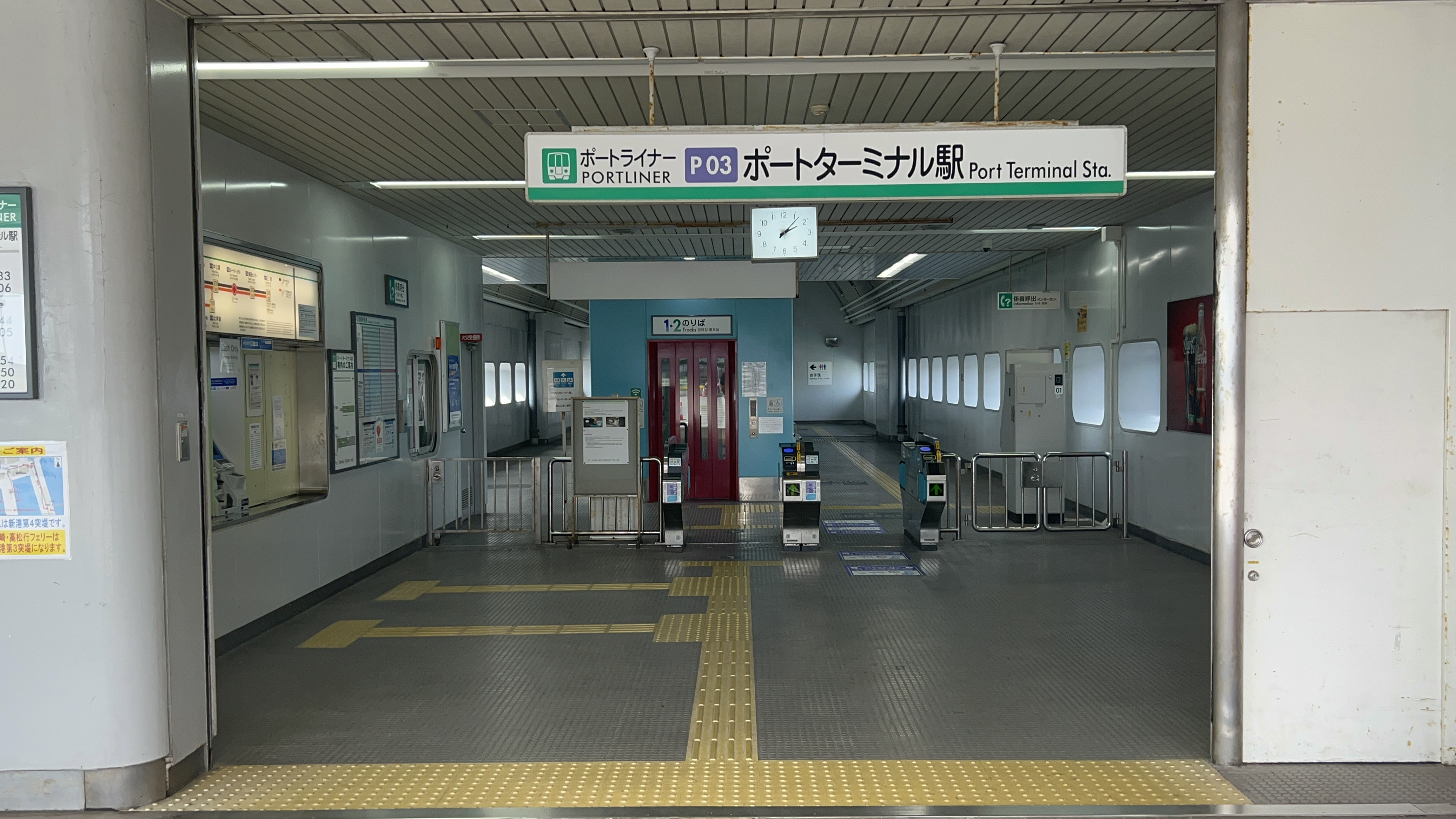
출입구
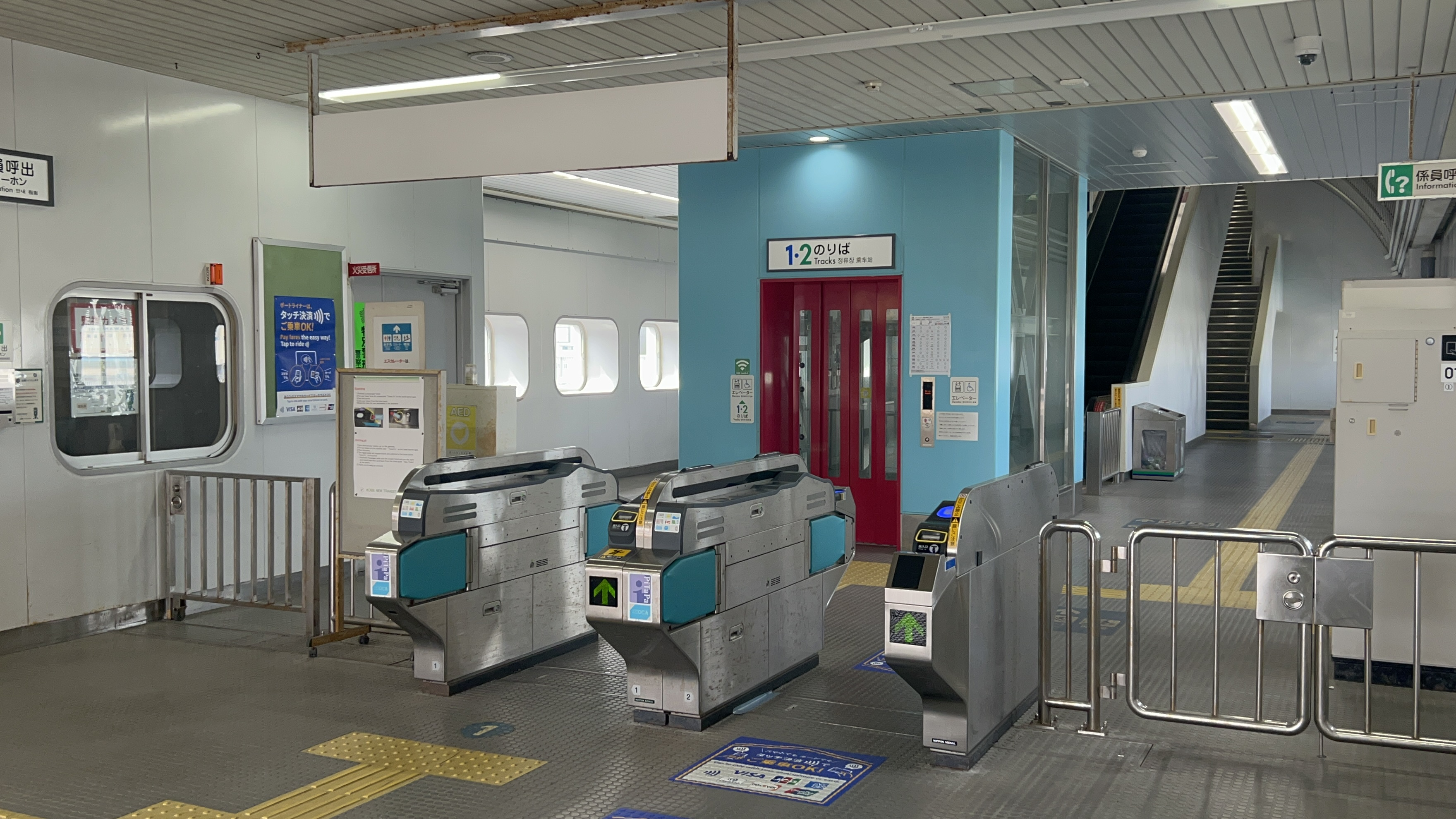
개찰구
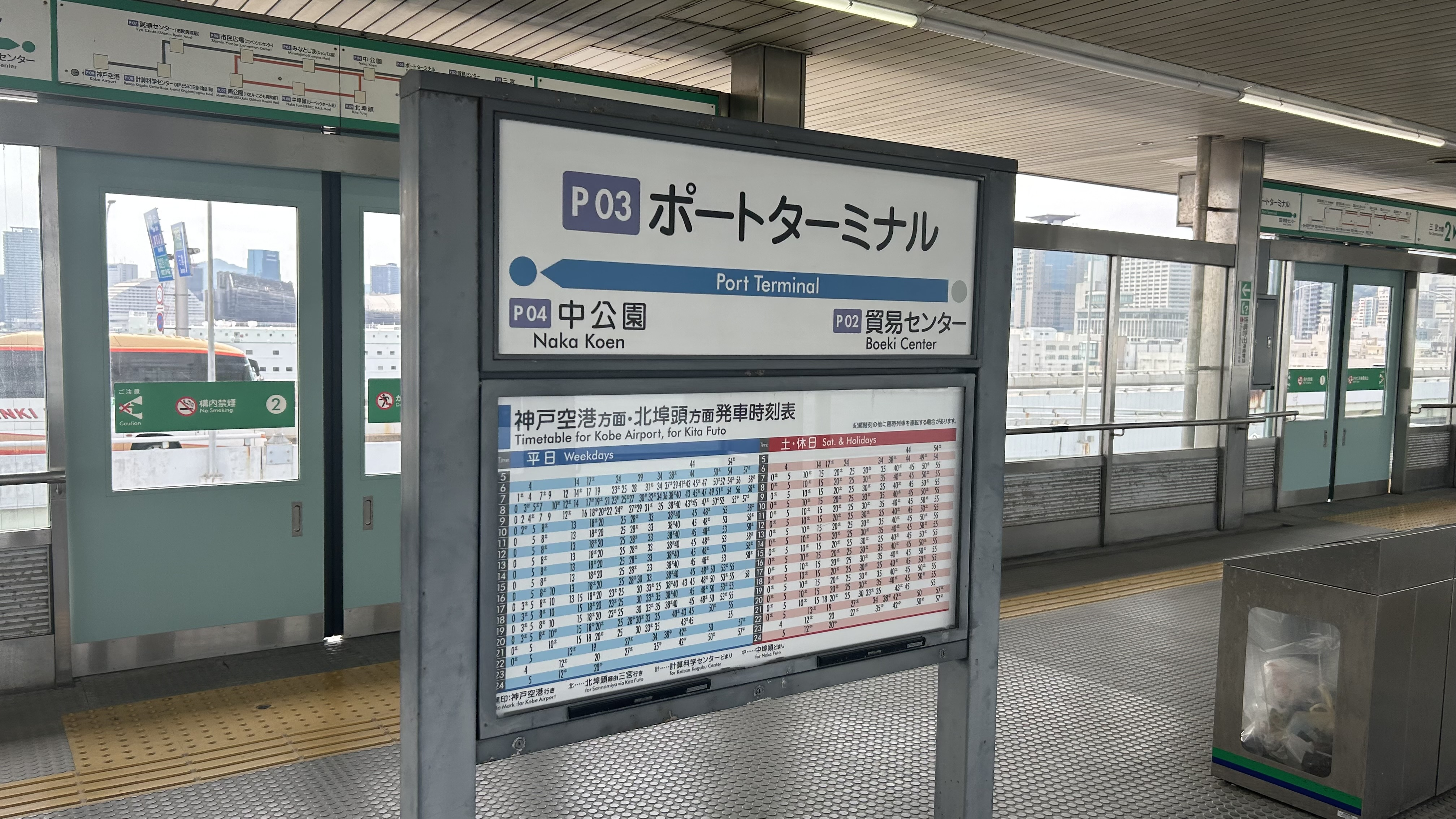
1번선측 역 명표
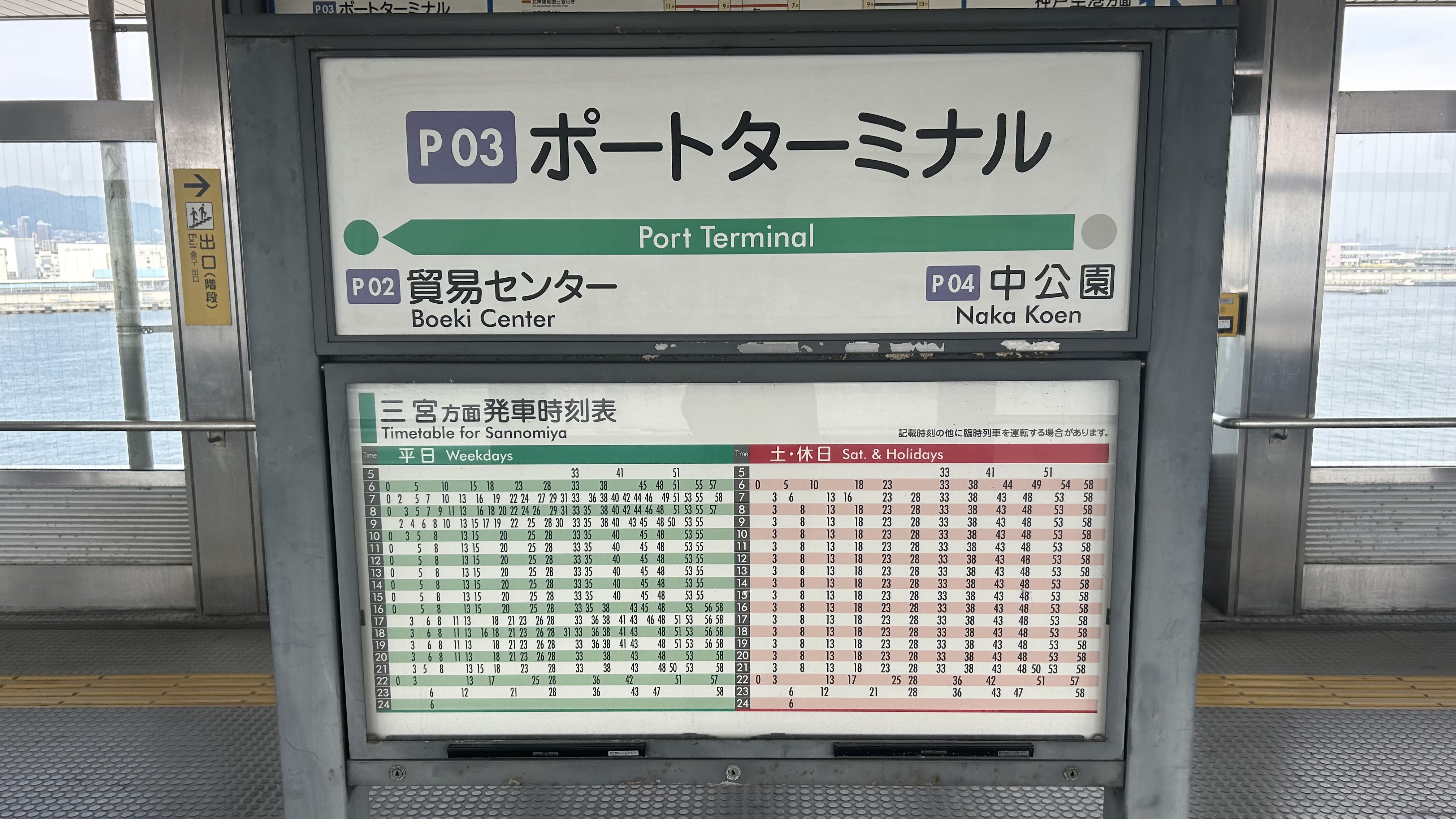
2번선측 역 명표

## 인접역
| 고베 신교통 ■ 포트 아일랜드 선 | 고베 신교통 ■ 포트 아일랜드 선 | 고베 신교통 ■ 포트 아일랜드 선 |
| ------------------------------ | ------------------------------ | ------------------------------ |
| P02 무역 센터 산노미야 방면    |                                | 나카코엔 P04 고베 공항 방면    |